# Sharyn Hodgson
Sharyn Hodgson es una actriz australiana, más conocida por haber interpretado a Carly Morris en la serie Home and Away.

## Biografía
Tiene un hermano y una hermana.
Sharyn está casada y tiene tres hijos.

## Carrera
El 17 de enero de 1988 se unió al elenco de la popular serie australiana Home and Away donde interpretó a Carly Morris la hija adoptiva de Pippa Fletcher y Tom Fletcher hasta el 2002, luego de que su personaje decidiera mudarse de la bahía junto a su esposo el soldado Ben Lucini a Perth. Sharyn regresó a la serie como invitada entre el 2000 y el 2002 y finalmente en el 2008 siendo su última aparición el 3 de abril del mismo año. 
En 1991 apareció en el musical Home and Away junto a los actores Julian McMahon, Mouche Phillips, Justine Clarke y Adam Willits.
En 1995 apareció como invitada en la serie policíaca Police Rescue donde interpretó a Kerry.

## Filmografía
Series de televisión
| Año               | Serie              | Personaje    | Notas                             |
| ----------------- | ------------------ | ------------ | --------------------------------- |
| 1988 - 2002, 2008 | Home and Away      | Carly Morris | 503 episodios                     |
| 1997 - 1999       | Big Sky            | Jodie Turner | 6 episodios                       |
| 1998              | Wildside           | Jo Mitchell  | episodio # 1.28                   |
| 1995              | Police Rescue      | Kerry        | episodio "Crossing the Line"      |
| 1987              | A Country Practice | Leanne       | episodio "Walking on Air: Part 2" |